# Paramblyops spatulicaudus
Paramblyops spatulicaudus är en kräftdjursart som beskrevs av Murano 2002. Paramblyops spatulicaudus ingår i släktet Paramblyops och familjen Mysidae. Inga underarter finns listade i Catalogue of Life.